# Barsumoides ngoumae
Barsumoides ngoumae är en insektsart som beskrevs av Boulard 1976. Barsumoides ngoumae ingår i släktet Barsumoides och familjen hornstritar. Inga underarter finns listade i Catalogue of Life.